# Хэй, Мерлин, 24-й граф Эррол
Мерлин Серелд Виктор Гилберт Хэй, 24-й граф Эррол (англ. Merlin Hay, 24th Earl of Erroll; род. 20 апреля 1948) — британский аристократ, член Палаты лордов, глава шотландского клана Хэй и потомственный лорд верховный констебль Шотландии.

## Ранняя жизнь и образование
Родился 20 апреля 1948 года в Эдинбурге. Старший сын Дианы Хэй, 23-й графини Эрролл (1926—1978), и сэра Иэна Монкриффа, 11-го баронета (1919—1985). Он был пажом лорда Лайона в 1956 году. Он получил образование в Итон-колледже и Тринити-колледже в Кембридже.

## Граф Эрролл
16 мая 1978 года после смерти своей матери Мерлин Хэй унаследовал титул 24-го графа Эррола, а 27 февраля 1985 года после смерти своего отца он стал 12-м баронетом Монкрифф. Он является членом Совета Ассоциации потомственных пэров. Поскольку лорд Эррол был главой клана Хэй в силу титула своей матери, его младший брат Перегрин унаследовал от отца пост главы клана Монкриф.

## Брак и семья
8 мая 1982 года в Винчестерском кафедральном соборе он женился на Изабель Жаклин Лалин Астелл Холер (22 августа 1955 — 13 января 2020), дочери майора Томаса Сидни Холера и Жюли Мари Изабель Жанна Жаклин де Жоффруа, наследнице семьи Астелл из Эвертон-Хауса, Бедфордшир. Графиня была покровительницей Королевского Каледонского бала и занимала пост Верховного шерифа Бедфордшира в 2015 году.
У пары двое сыновей и две дочери:
- Гарри Томас Уильям Хэй, лорд Хэй (род. 8 августа 1984, Бейзингсток), женился на Клементине Трэвис в 2017 году[5].
- Леди Амелия Диана Жаклин Хэй (род. 23 ноября 1986, Бейзингсток)
- Леди Лалин Люси Клементина Хэй (род. 21 декабря 1987, Бейзингсток), вышла замуж за майора Джереми Садлоу в 2017 году[6].
- Достопочтенный Ричард Мерлин Иэн Астелл (род. 14 декабря 1990, Бейзингсток); взял фамилию «Астелл» по Королевской лицензии в 2015 году[7][2].

## Военная и деловая карьера
Граф Эррол был лейтенантом шотландского пехотного полка Atholl Highlanders с 1974 года и является членом Королевской компании лучников. Он служил в 21-м полку Artists Rifles Территориальной армии с 1975 по 1990 год и был почетным полковником Королевской военной полиции (Территориальная армия) с 1992 по 1997 год.
Граф Эррол работал консультантом по маркетингу и компьютерам, является гражданином лондонского Сити и членом суда помощников Worshipful Company of Fishmongers, в которой он был главным хранителем в 2000—2001 годах. Он продолжает возглавлять клуб Puffin’s Club, основанный его отцом. Он также является президентом ERADAR, Палаты электронного бизнеса , и председателем Альянса цифровой политики (EURIM).
Он является директором Lasseo, некоммерческой членской организации по технической стандартизации и совместимости для технологий смарт-карт.

## Политика
Лорд Эррол был одним из 90 исключенных потомственных пэров, избранных остаться в Палате лордов в соответствии с Актом о Палате лордов 1999 года. По профессии — программист и системный разработчик, он работает в качестве перекрестного эксперта и обычно говорит по вопросам, связанным с кибербезопасностью и информационными технологиями. Он был членом Комитета по науке и технологиям и критиковал правительство Гордона Брауна за неспособность обуздать киберпреступность после того, как различные правительственные учреждения, в том числе Министерство обороны и Налоговая и таможенная служба Её Величества, сообщили о массовой потере данных в 2008 году. Совсем недавно он был членом Информационного комитета с 2007 по 2012 год.